# Протатска кула
Протатската кула (на гръцки: Πύργος Πρωτάτου) е отбранително съоръжение, разположено на полуостров Света гора, Халкидики, Гърция.

## Местоположение
Многоетажната кула е разположена в градчето Карея, до сградата на административната управа на Света гора, в която заседава Светата община. На няколко метра е и църквата „Успение Богородично“, най-старата църква на Света гора.

## История
Още от първия период на действие на монашеската общност на Света гора, протатът тоест административният глава на монашеската общност, е установен в Карея. От XVII до XIX кулата е седалище на турския ага в Карея и е използвана за затвор за миряни и монаси. Възстановена е в 1694 година, вероятно след спонсорството на владетелите на Молдова, подобно на много други светогорски кули през XVI и XVII век. В 1884 година кулата според свидетелството на есфигменския игумен Герасим Смирнакис е опожарена. Обновена е в 1890 година.
В кулата се помещава библиотеката на Протат с реликви и документи с голяма стойност, сред които „Типика“ от 972 и 1045 година, за които се смята, че имат подписите съответно на императорите Йоан Цимиски и Константин Мономах.